# Space Disco
Space Disco je hudební žánr, který spojoval Euro Disco se synthezátory a se sci-fi motivy.
Popularita tohoto stylu se datuje na rok 1977 do roku 1980 (v době vydání známých filmů "Star Wars" a "Blízká setkání třetího druhu").
Charakteristické pro tento hudební styl je použití laserových paprsků jakožto světelné efekty na diskotékách a mimozemsky futuristická Sci-fi/Glam rockově inspirovaná móda.
Někdy se pojmem "space disco" může označovat variantu Deep house, což je kombinace Detroitského techna a Italo-disca.
Příklady:
- "Spacer" (1979) od Sheila & B. Devotion
- "Automatic Lover" (1978) od Dee D. Jackson
- "Star Wars: Title Theme" (1977) od Meco